# Prêmio Angelo Agostini
Prêmio Angelo Agostini (também chamado Troféu Angelo Agostini) é a mais antiga premiação brasileira dedicada às histórias em quadrinhos. A primeira cerimônia foi realizada em 1985, organizada pela Associação dos Quadrinhistas e Caricaturistas do Estado de São Paulo (AQC-ESP).
O nome do prêmio faz homenagem a Angelo Agostini, considerado à época o criador da primeira história em quadrinhos brasileira. O evento também busca ocorrer, sempre que possível, no Dia do Quadrinho Nacional (30 de janeiro), mesma data em que foi publicado, em 1869, o primeiro episódio da série As Aventuras de Nhô Quim ou Impressões de Uma Viagem à Corte, primeira obra de arte sequencial de Agostini.

## História

### Anos 1980
A primeira edição do Prêmio Angelo Agostini foi realizada no dia 30 de janeiro de 1985 e contou apenas com a categoria de "Mestre do Quadrinho Nacional". Os quatro homenageados desta primeira edição do prêmio (profissionais que dedicaram, pelo menos, vinte e cinco anos de seu trabalho aos quadrinhos nacionais) foram escolhidos pela diretoria da AQC-ESP e receberam como troféu uma placa em clichê do primeiro episódio de Nhô Quim.
No ano seguinte, foram adicionadas três novas categorias: "melhor desenhista", "melhor roteirista" e "melhor lançamento". Além disso, a escolha dos vencedores passou a ser por voto aberto para associados da AQC-ESP e associações de quadrinistas de outros estados.
Em 1987, foi entregue um troféu especial ao Sindicato dos Jornalistas de São Paulo pelo apoio às lutas dos quadrinistas. No ano seguinte, este troféu passou a se chamar oficialmente Troféu Jayme Cortez, em homenagem ao desenhista de mesmo nome que falecera no ano anterior. O objetivo desta categoria é homenagear pessoa ou instituição que tenha dado apoio ao quadrinho nacional no ano anterior ao da entrega do prêmio. No mesmo ano também houve uma mudança no troféu, que passou a ser uma pequena estátua de vidro com a estampa de Angelo Agostini.

### Anos 1990

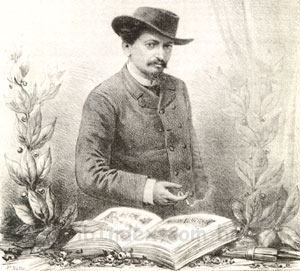
Autorretrato de Angelo Agostini, artista que dá nome ao prêmio e que recebeu postumamente o título de Mestre do Quadrinho Nacional em 2004.

Com a intenção de ampliar o número de pessoas votando, a cédula com as categorias passou a ser distribuída em fanzines e poderia ser enviada pelo correio para a sede da AQC-ESP. Qualquer interessado, fosse profissional ou apenas leitor de quadrinhos, poderia votar em qualquer artista ou obra que cumprisse os critérios de cada categoria.
Em 1993, o troféu dado aos vencedores passou a ser uma placa de bronze com o papagaio "mascote" da AQC-ESP, desenhado por Rodrigo Leão e produzido pela empresa Inarco. No mesmo ano, foi criada a categoria "melhor fanzine", sendo elegíveis os fanzines que tragam informações, notícias, resenhas ou notas sobre quadrinhos (revistas em quadrinhos independentes permanecem sendo votadas na categoria de "melhor lançamento").
A partir de 1994, a cerimônia de entrega de troféus do Angelo Agostini passou a contar também com a entrega do Prêmio Nova, da Sociedade Brasileira de Arte Fantástica (SBAF), que começara a premiar no ano anterior os melhores quadrinhos de ficção científica. Contudo, isso se referia apenas às categorias ligadas aos quadrinhos, pois as demais permaneceram em evento próprio da SBAF.
Para a edição de 1995 do prêmio, houve uma alteração na cédula de votação. A partir desta edição, cada eleitor pôde escolher até dois nomes, que teriam peso diferente se colocados em primeiro ou segundo (com exceção da categoria "Mestre do Quadrinho Nacional", que premia três pessoas e, portanto, tinha espaço para três nomes com o mesmo peso na apuração). O objetivo foi ampliar a quantidade de nomes sendo votados e diminuir as chances de votos "casados".

### Anos 2000
A 18ª edição do Prêmio Angelo Agostini, em 2002, concedeu excepcionalmente o prêmio de "Mestre do Quadrinho Nacional" para treze pessoas ao invés de três, como ocorria tradicionalmente. Isso seria uma homenagem à "maioridade" do evento (referência ao fato de completar 18 anos). Foi a maior quantidade de premiados nesta categoria em uma mesma edição.
No ano seguinte, o Angelo Agostini ocorreu junto com a quinta edição do Fest Comix, evento realizado regularmente pela Comix Book Shop reunindo as principais editoras brasileiras de histórias em quadrinhos, além da venda de revistas importadas e produtos relacionados. Por conta do maior espaço e público, a comissão organizadora do Prêmio Angelo Agostini resolveu adicionar quatro categorias especiais: Melhor arte-finalista, melhor arte técnica (colorista e letrista), melhor cartunista e melhor editor. Cada categoria especial premiou cinco profissionais. Além disso, a comissão organizadora concedeu uma medalha de incentivo a personalidades e instituições ligadas aos quadrinhos: amigos da HQ nacional, editoras clássicas, editoras atuais, entidades, escolas e lojistas.
Em 2004, mais uma vez a cerimônia de premiação ocorreu junto com o Fest Comix. Foram então mantidas as quatro categorias especiais incluídas no ano anterior, mas dessa vez cada uma delas premiando dois profissionais. A partir do ano seguinte, apenas a categoria de "melhor cartunista" tornou-se regular. Além disso, também em 2005, foi entregue o Prêmio Especial Hermes Tadeu em homenagem ao quadrinista de mesmo nome, que fora assassinado em 21 de dezembro de 2003 após sofrer uma tentativa de assalto. O prêmio, de melhor colorista, foi entregue pela irmã de Hermes para Diogo Saito.
Em 2006, os votos passaram a poder ser enviados também por e-mail, além de permanecer a possibilidade de enviar a cédula de votação pelo correio. No ano seguinte, uma importante alteração ocorreu na categoria "Mestre do Quadrinho Nacional": Passaram a ser elegíveis ao prêmio apenas os artistas ainda vivos (até o ano anterior houve diversas vezes que o troféu foi entregue postumamente). Por conta desta mudança, todos os artistas já falecidos que faziam parte da lista que a AQC-ESP divulgava anualmente de pessoas elegíveis à categoria (ou seja, que tivessem se dedicado ao menos nos últimos 25 anos aos quadrinhos brasileiros) foram automaticamente definidos pela comissão organizadora como "Mestres" in memoriam.

### Anos 2010

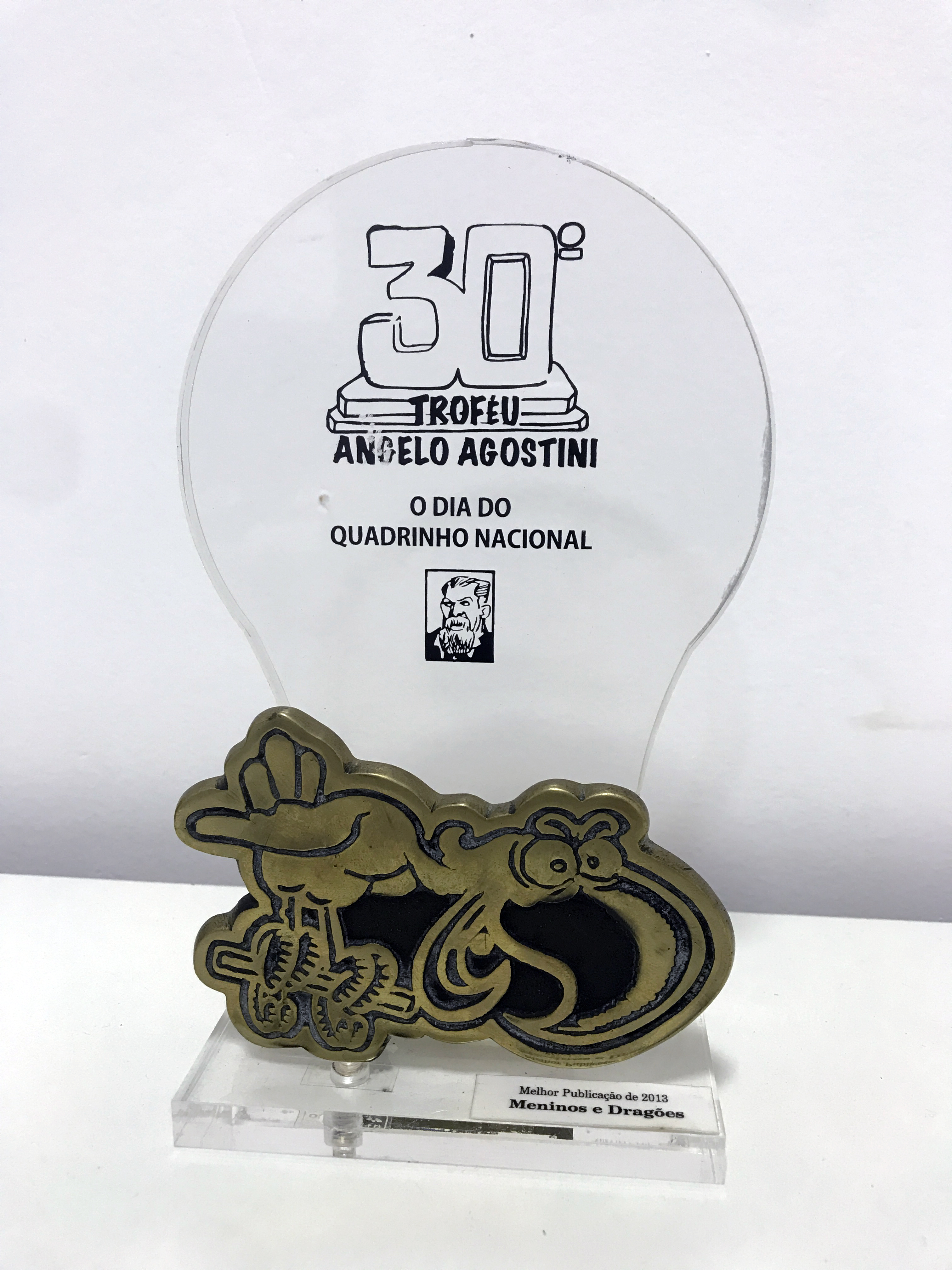
Troféu do 30º Prêmio Angelo Agostini, com o papagaio "mascote" da AQC-ESP.

Em 2011, foi criada uma nova categoria no Prêmio Angelo Agostini: "melhor lançamento independente". O critério de eligiblidade é o mesmo da categoria de "melhor lançamento" (publicação de artistas nacionais cuja primeira edição, número especial ou exemplar único tenha sido lançado no ano anterior), porém sendo voltado exclusivamente para quadrinhos editados pelo próprio autor ou por pequenas editoras com baixa tiragem. Mais uma categoria foi criada em 2015, "melhor web quadrinho", aberta a "revistas ou fanzines virtuais (disponibilizadas no formato PDF, CDR ou similar), páginas na internet, blogs de tiras ou personagens", sendo o principal critério que a divulgação tenha sido exclusivamente virtual.
Para a edição de 2013, a comissão organizadora do prêmio alterou a forma de envio dos votos, que passaram a ser feitos diretamente no blog oficial da AQC-ESP, que fora criado em 2010. A lista de publicações do ano também passou a ser publicada diretamente no blog. O principal reflexo desta mudança foi no número de votos: 14.937 (dos quais, cerca de 12.000 considerados válidos pela comissão eleitoral), contra um total que dificilmente passava de 500 nas edições anteriores. A partir da edição de 2016, a AQC-ESP passou a utilizar o sistema do Google Formulários para aumentar a segurança contra votos em duplicidade.
Em 2015, a AQC-ESP publicou uma nota oficial se retratando por ter colocado Francisco Iwerten na relação de Mestres do Quadrinho Nacional in memoriam de 2007. A existência de Iwerten havia sido uma brincadeira dos criadores do personagem O Gralha, um super-herói curitibano surgido em um álbum de 1997 em homenagem aos 15 anos da Gibiteca de Curitiba. Eles disseram no livro que o personagem havia sido inspirado no Capitão Gralha, um herói dos anos 1940 criado por Iwerten (o que, segundo os autores, eles acreditavam que seria claramente entendido como uma brincadeira). Contudo, com o tempo, diversas pessoas passaram a acreditar que a história fosse real, mesmo não havendo nenhuma outra referência a esse artista antes da publicação deste livro. A história só foi desmentida "oficialmente" no posfácio do segundo álbum do personagem, lançado em setembro de 2014. Na nota, os organizadores do Angelo Agostini se desculparam por não terem feito uma pesquisa mais aprofundada sobre a real existência dele e o retiraram da relação de premiados desta categoria.
A partir de 2017, a categoria "Mestre do Quadrinho Nacional" passou a ser escolhida pela comissão organizadora do Prêmio Angelo Agostini e não mais pelo voto dos eleitores (o que só havia ocorrido na primeira edição do evento). A única exceção para esse novo critério foi na edição de 2019, mas na edição seguinte a definição dos vencedores desta categoria voltou a ser feita pela comissão organizadora.
Em 2019, o Prêmio Angelo Agostini passou a ter a categoria de "melhor colorista", que só havia sido laureada em 2003 e 2004, dentro da categoria "melhor arte técnica" (que também englobava letristas), e em 2005 com o Prêmio Especial Hermes Tadeu (exclusivo para coloristas). Além disso, a categoria "melhor cartunista" passou a se chamar "melhor cartunista / caricaturista", ampliando seu escopo original.
A edição de 2019 também trouxe a principal mudança na forma de votação do Prêmio Angelo Agostini: a partir deste ano, ao invés do tradicional voto aberto em qualquer pessoa ou obra elegível, a comissão organizadora passou a apresentar uma lista de dez indicados em cada categoria, definida por um grupo de profissionais especialmente convidado para esta tarefa.

### Anos 2020
Devido à pandemia de COVID-19, a cerimônia de premiação do 36.º Prêmio Angelo Agostini, que estava originalmente programada para junho de 2020 no Memorial da América Latina, foi suspensa (assim como a maioria das atividades culturais do país). Por conta disso, os organizadores do evento optaram por aguardar uma nova data para iniciar a votação, que só veio a ocorrer em janeiro de 2021. Esse problema se manteve na edição seguinte, focada na produção de quadrinhos de 2020, mas que teve sua votação, em caráter de emergência, realizada no início de 2022. O cronograma foi regularizado ainda em 2022 com a realização da 38.ª edição do prêmio no segundo semestre.

## Categorias
- Mestre do Quadrinho Nacional (1985-)
- Desenhista (1986-)
- Roteirista (1986-)
- Lançamento (1986-)
- Troféu Jayme Cortez (1987-)
- Fanzine (1993-)
- Cartunista, chargista ou caricaturista (2003-)
- Lançamento independente (2011-)
- Web quadrinho (2015-)
- Colorista (2019-)
- Lançamento infantil (2020-)